# ساحل شرقی (تاسمانی)

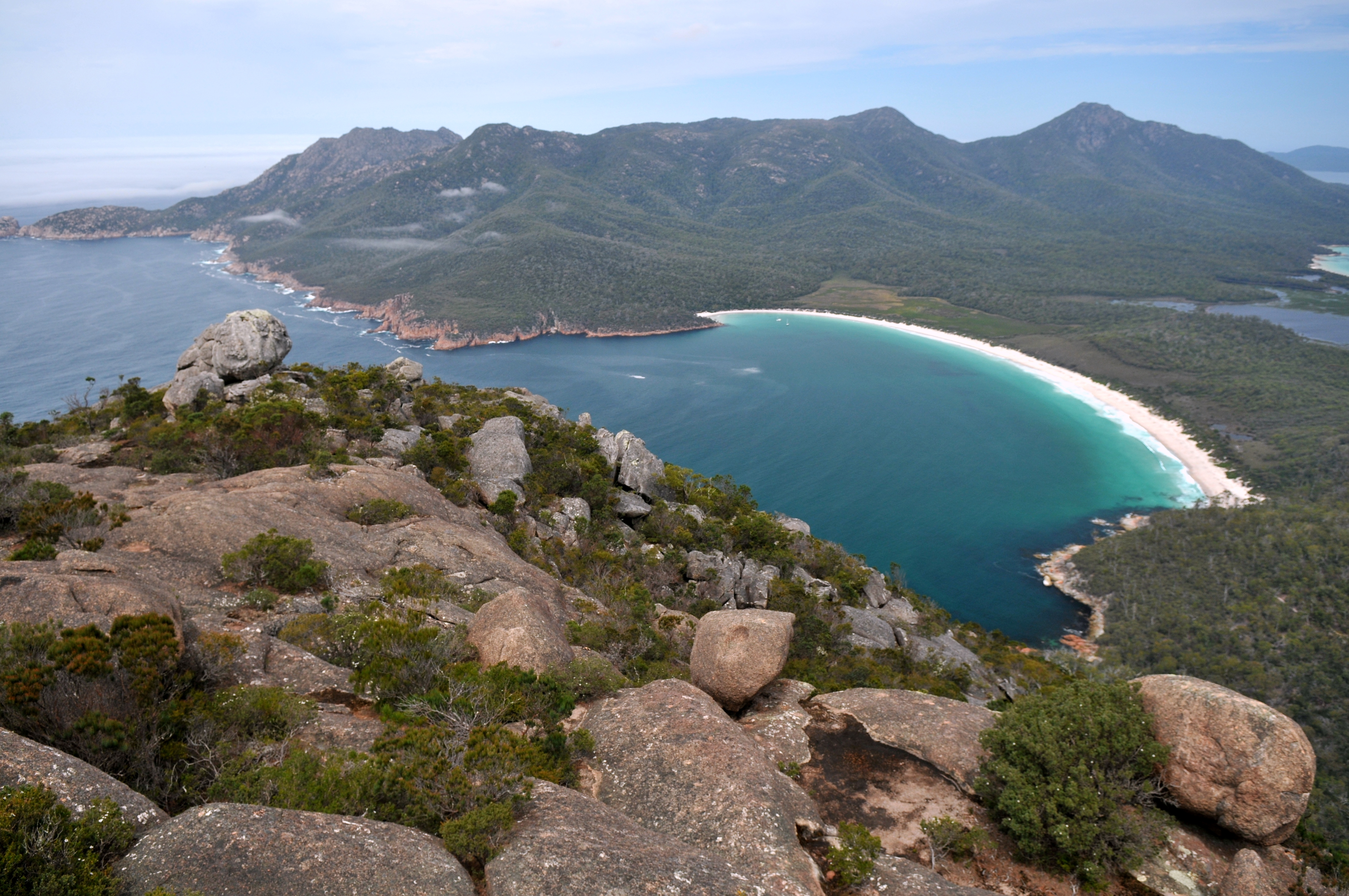

ساحل شرقی تاسمانی (به انگلیسی: East Coast Tasmania) که به خلیج آفتابی تاسمانی نیز معروف است، یکی از ده ناحیه ایالت تاسمانی در کشور استرالیاست. این ناحیه دارای آب و هوای آفتابی و بارندگی کم است. ساحل این منطقه نیز ماسه‌ای است. این منطقه دارای دو منطقه شهری است؛ شورای بریک اودی در قسمت شمالی و شورای گلامورگان اسپرینگ در قسمت جنوبی. از پارک ملی فریسینت به عنوان مهم‌ترین جاذبه گردگشری این منطقه می‌توان نام برد.